# تيم نواه
تيم نواه (بالإنجليزية: Tim Noah)‏ هو منشد أمريكي، ولد في 19 ديسمبر 1951.

## وصلات خارجية
- تيم نواه على موقع IMDb (الإنجليزية)